# Kinzig (biflod til Rhinen)
 For alternative betydninger, se Kinzig. (Se også artikler, som begynder med Kinzig)
Kinzig  er en flod i  den tyske delstat Baden-Württemberg, og en af Rhinens bifloder med en længde på 95 km. Kinzigdalen og de  tilhørende sidedale udgør det største dalsystem i Schwarzwald. 
Under den sidste istid dannede Kinzig og Murg et fælles flodsystem. 

## Geografi
Kinzig har sit udspring nær Loßburg i landkreis Freudenstadt. Først løber den sydover, men drejer gradvis vestover. Den løber ud af Freudenstadt efter Alpirsbach og er kortvarigt inde i landkreis Rottweil og løber så gennem Ortenau. Kinzig løber ud af Schwarzwald nær Offenburg og munder ud i Rhinen nær Kehl. Den øvre del af Kinzig er en bjergflod, som indimellem har skabt alvorlige oversvømmelser.

## Bifloder
De følgende vandløb løber ud i  Kinzig: 
| - Rötenbach - Litle Kinzig - Schiltach | - Wolfach - Gutach - Harmersbach - Schutter |

## Byer langs Kinzig
Fra kilde til udløb:
| - Loßburg - Alpirsbach - Schenkenzell - Schiltach - Wolfach - Gutach | - Hausach - Fischerbach - Haslach im Kinzigtal - Steinach - Biberach - Gengenbach | - Berghaupten - Ohlsbach - Ortenberg i Baden - Offenburg - Willstätt - Kehl |